# 啤酒甾醇
啤酒甾醇（英語：Cerevisterol，也译为酒酵母甾醇，或称作5α-麦角甾-7,22-二烯-3β,5,6β-三醇，5α-ergosta-7,22-diene-3β,5,6β-triol，分子式C28H46O3）是一种固醇，1928年提取自釀酒酵母（Saccharomyces cerevisiae），后来在其它真菌中也有发现，对一些哺乳动物细胞系有毒性。